# Associazione Hunter
L'Associazione Hunter è l'organizzazione di cui fanno parte tutti coloro che hanno superato l'esame per diventare Hunter.

## Chi sono gli Hunter
Si definisce Hunter chiunque abbia passato l'esame di abilitazione e abbia ricevuto la relativa licenza; in generale un Hunter deve essere un forte combattente e una persona molto versatile. Ottenuta la licenza ci si può specializzare in uno dei diversi gruppi e svolgere i compiti a esso assegnati; in alternativa (o anche cumulativamente) si può scegliere di mettersi al servizio di diversi committenti per denaro oppure di seguire una strada personale che permetta di svolgere quei compiti per i quali si è scelto di diventare Hunter.

## Esame per diventare Hunter
Per ottenere la licenza da Hunter i partecipanti devono superare una serie di prove sotto la supervisioni di alcuni esponenti dell'associazione; questi test sono tra i più disparati e hanno lo scopo di sondare le capacità degli esaminandi sotto tutti i punti di vista. I candidati hanno il permesso di usare qualsiasi arma se le prove lo permettono, e nella maggior parte dei casi non è vietato uccidere gli altri partecipanti. Benché non sia stato detto esplicitamente o che sia stato reso ufficiale, coloro che partecipano all'esame per diventare Hunter, dovrebbero per prima cosa, aver appreso almeno le basi del nen prima di iscriversi.

## La licenza
La licenza ufficiale di Hunter non è altro che un normalissimo badge, simile a un bancomat, che conferisce al suo possessore un'incredibile gamma di privilegi. I principali sono:
- Utilizzo gratuito del 95% dei servizi pubblici; in tutti i mezzi di cui si usufruirà, se possibile, si verrà accompagnati in prima classe.
- Grande libertà di spostamento nel mondo. L'accesso sarà garantito nel 90% dei Paesi in cui le persone comuni non possono entrare e nel 75% delle aree di uso pubblico dove è stato proibito l'ingresso.
- Abilitazione a vendere la licenza come pezzo da collezione. Anche se in questo modo si perderebbero tutti i privilegi a essa collegati, si stima che con i soldi ricavati si potrebbero vivere sette vite di lusso.
- Alta probabilità d'assoluzione nel caso di svariate responsabilità penali.
- Utilizzo della licenza come garanzia per prestiti a interessi zero fino a 100 milioni di jeni (approssimativamente 7 milioni di euro) in qualsiasi banca.
- Accesso al sito web riservato agli Hunter, dove consultare notizie altrimenti inaccessibili seppure a pagamento.

### Gradi
Tutti gli Hunter che sono stati appena promossi e quelli che non hanno mai fatto niente di significativo durante la loro carriera, appartengono alla categoria base.
Ogni licenza può ottenere dei gradi, che ne contraddistinguono il possessore.
- Single Hunter (シングルハンター?, Shinguru Hantā): tutti gli Hunter che hanno dato un contributo significativo in un campo all'intera società, sono insigniti della prima stella.
  - Bushidora Ambitious, Cutie Beauty, Ickshonpe Katocha, Menchi, Morel Mackernasey, Sanbica Norton, Tsezguerra
- Double Hunter (ダブルハンター?, Daburu Hantā): tutti gli Hunter veterani che hanno portato ulteriori contributi o hanno prodotto un allievo che ha guadagnato una stella, sono insigniti della seconda stella.
  - Biscuit Krueger, Ging Freecss, Linne Horsdoeuvre,Mizaistom Nana, Saccho Kobayakawa, Teradein Neutral
- Triple Hunter (トリプルハンター?, Toripuru Hantā): tutti gli Hunter che hanno dato un contributo straordinario alla società umana in parecchi campi del suo sviluppo, sono insigniti dalla terza stella. Il numero di questi Hunter può essere contato sulle dita di due mani.
  - Botobai Gigante, Cheadle Yorkshire, Pariston Hill

## Categorie di Hunter
Gli Hunter professionisti hanno generalmente un campo di specializzazione.
- Rookie Hunter (ルーキーハンター?, Rūkī Hantā): quelli che, se pur hanno la licenza, non hanno ancora concluso niente.

Hunter della natura e degli esseri viventi
- Beast Hunter ((ビーストハンター?, Bīsuto Hantā) o Hunter delle Bestie: Hunter alla caccia delle bestie più feroci del mondo e della pace fra uomo e animali.
  - Knucle Bine
- Phantom Beast Hunter ((幻獣ハンター?, Genjū Hantā) o Hunter delle Bestie Fantasma: Hunter alla caccia di animali appartenenti al mito e alla leggenda.
  - Pokkle
- UMA (Unidentified Mysterious Animal) Hunter ((ユーマハンタ?, Yūma Hantā) o Hunter degli Animali Misteriosi Non Identificati: Hunter alla caccia di animali ancora sconosciuti
  - Shoot McMahon
- Plant Hunter (プラントハンター?, Puranto Hantā) o Hunter delle Piante: Hunter alla caccia di piante rare e preziose.
  - Cluck
- Sea Hunter (シーハンター?, Shī Hantā) o Hunter del Mare: Hunter specialisti del mare.
  - Morel Mackernasey

Hunter dei reperti archeologici e degli oggetti di valore
- Ancient Document Hunter (古文書ハンター?, Komonjo Hantā) o Hunter dei Manoscritti: Hunter alla caccia di manoscritti antichi.
  - Pyon
- Ruins Hunter (遺跡ハンター?, Iseki Hantā) o Hunter delle Rovine: Hunter alla caccia di antichi manufatti e di resti di civiltà pre-moderne.
  - Ging Freecss, Satotz
- Stone Hunter (ストーンハンター?, Sutōn Hantā) o Hunter delle Pietre Preziose: Hunter alla caccia di pietre e gemme preziose.
  - Biscuit Krueger
- Treasure Hunter (トレジャーハンター?, Torejā Hantā) o Hunter dei Tesori: Hunter alla caccia di tesori dal valore inestimabile.
  - Kanzai

Hunter della legge
- Blacklist Hunter (ブルツクリストハンター?, Burakkurisuto Hantā) o Hunter delle Taglie: Hunter specializzati nella caccia dei criminali più pericolosi del mondo.
  - Binolt, Bushidora Ambitious, Kurapika, Lippo, Saiyu, Seaquant
- Crime Hunter (クライムハンター?, Kuraimu Hantā) o Hunter dei Crimini: Hunter che risolvono i casi investigativi più complicati.
  - Mizaistom Nana
- Poacher Hunter (密猟ハンター?, Mitsuryō Hantā) o Hunter dei Bracconieri: Hunter alla caccia di bracconieri.
  - Ginta
- Terrorist Hunter (テロリストハンター?, Terorisuto Hantā) o Hunter dei Terroristi: Hunter alla caccia di terroristi.
  - Botobai Gigante

Hunter della salute
- Incurable Disease Hunter (難病ハンター?, Nanbyō Hantā) o Hunter delle Malattie Incurabili: Hunter alla caccia delle cure per le malattie più mortali.
  - Cheadle Yorkshire
- Virus Hunter (ウイルスハンター?, Uirusu Hantā) o Hunter dei Virus: Hunter alla caccia dei virus e delle loro cure più efficaci
  - Sanbica Norton
- Poison Hunter (ポイズンハンター?, Poizun Hantā) o Hunter dei Veleni: Hunter alla caccia dei veleni e dei loro antidoti più efficaci.
  - Gel

Hunter delle arti e dell'estetica
- Cute Hunter (かわびハンター?, Kawa Bi Hantā) o Hunter della Bellezza: Hunter alla caccia della bellezza assoluta
  - Cutey Beauty
- Gourmet Hunter (グルメハンター?, Gurume Hantā) o Hunter Buongustai: Hunter alla caccia di ingredienti e sapori sempre nuovi.
  - Buhara, Linne Horsdoeuvre, Menchi
- Music Hunter (ミュージックハンター?, Myūjikku Hantā) o Hunter Musicisti: Hunter alla caccia di musiche e melodie sempre nuove.
  - Melody

Hunter dei compiti particolari
- Hacker Hunter (ハッカーハンター?, Hakkā Hantā) o Hunter Hacker: Hunter alla caccia delle conoscenze del mondo virtuale.
  - Ickshonpe Katocha
- Head Hunter (ヘッドハンター?, Heddo Hantā) o Hunter dei Talenti: Hunter alla caccia di nuovi talenti da far diventare a loro volta degli Hunter.
  - Teradein Neutral
- Money Hunter (マネーハンター?, Manē Hantā) o Hunter dei Soldi: Hunter alla caccia di soldi.
  - Tsezguerra
- Lost Hunter (ロストハンター?, Rosuto Hantā) o Hunter dei Dispersi: Hunter alla caccia dei membri scomparsi dell'Associazione.
  - Loupe Highland
- Problem Hunter (お悩みハンター?, O Nayami Hantā) o Hunter delle Preoccupazioni: Hunter alla caccia della risoluzione dei problemi più disparati.
  - Saccho Kobayakawa

## I Presidenti dell'Associazione Hunter

### Isaac Netero
Isaac Netero (アイザック＝ネテロ?, Aizakku Netero) è il dodicesimo presidente dell'associazione Hunter nonché il presidente del comitato di selezione per l'esame; ha quindi l'autorità finale su ogni fase dell'esame.
Si dice che fosse l'utilizzatore di Nen più forte del mondo cinquant'anni prima dell'inizio della serie e decenni prima degli eventi attuali trascorse quattro anni allenandosi rigorosamente ogni giorno al fine di esprimere gratitudine verso le arti marziali: in questo modo attivò il proprio Nen, raggiunse l'Illuminazione e ottenne la facoltà di tirare pugni più veloci del suono nonché la potenza del bodhisattva Kannon; è stato anche il gran maestro dello stile Shingen-Ryu di Kung fu. Conclusi questi quattro anni tornò al suo dojo e mostrò le enormi capacità che aveva acquisito: il maestro, assistendo a tale spettacolo, pianse di commozione e si inchinò davanti a lui cedendogli la sua scuola e implorandolo di accettarlo come discepolo; Netero accettò in cambio del pranzo. In un momento imprecisato ha combattuto contro Maha Zaoldyeck, il nonno di Zeno, riuscendo a sopravvivere, cosa mai successa prima.
Nonostante sia uno dei più grandi Hunter di sempre, Netero è una persona molto modesta: appare sempre come un vecchietto rilassato, tranquillo e arzillo, ha degli atteggiamenti che risultano incomprensibili anche per i suoi collaboratori più intimi ma riesce comunque a esercitare una forte autorità sugli altri hunter.
Alla sua prima apparizione interviene al termine della seconda prova dell'esame per persuadere Menchi a modificare il suo giudizio. Dopo avere assistito alla replica della seconda prova, Netero accompagnerà con il suo dirigibile i candidati nel luogo dove si svolgerà la terza prova e durante il viaggio, in una partita a palla contro Gon e Killua, darà sfoggio di capacità fisiche fuori dal comune. Dopo brevi colloqui con i partecipanti ideerà l'ultima prova e al termine dell'esame parteciperà a una seduta indetta per modificare la bocciatura di Killua. Nella saga delle forchimere avrà un ruolo importante e, dopo una breve missione di perlustrazione nel territorio nemico ed essersi reso conto di essere inferiore a Neferpitou con una sola occhiata, ritorna alla sede degli Hunter dove rispolvererà la sua vecchia divisa da combattimento, la T-Shirt del cuore, e riprenderà ad allenarsi severamente in modo da riacquistare la sua forma migliore. Dopo avere ingaggiato Zeno Zaoldyeck guida l'attacco al palazzo del Re Meruem; sostiene quindi un breve duello con Neferpitou e poi giunge nelle stanze reali, dirigendosi insieme con il Re in un luogo più appropriato per l'incontro. Dopo avere usato, fallendo, tutti i suoi attacchi più potenti ed essere stato mutilato di un braccio e una gamba, si suiciderà nel tentativo di uccidere il suo avversario innescando una potente bomba legata al suo cuore. Dopo la sua morte verrà messo online un video in cui afferma di lasciare la carica ed elenca le modalità con cui dovrà essere eletto il nuovo presidente.
In giapponese è stato doppiato da Bunmei Tobayama nella prima serie TV e negli OAV, da Ichirō Nagai nella seconda serie TV fino all'episodio 114 e, dopo la morte di Nagai, da Banjō Ginga nel resto della serie. In italiano è stato invece doppiato da Pasquale Anselmo nella prima serie TV, da Cesare Rasini negli OAV e da Paolo Buglioni nella seconda serie TV.
Abilità
Netero è sicuramente uno dei personaggi più forti di Hunter x Hunter e la sua maestria nelle arti marziali era quasi impareggiabile. Se inizialmente si presenta come un vecchietto dall'aspetto gracile, durante la missione contro le formichimere riprende ad allenarsi e in poco tempo acquista un vigore impressionante.
La sua categoria Nen era il Potenziamento ma era in grado di utilizzare con estrema efficacia anche gli altri tipi, specialmente la Manipolazione e l'Emissione, con cui usava la sua tecnica segreta, nota come Hyakushiki Kannon: con l'Emissione creava un'immensa statua a dieci braccia che appariva dietro di lui e che rafforzava con il Potenziamento e muoveva con la Manipolazione; esisteva poi anche un'altra versione chiamata Hyakushiki Kannon Zero: per attivarla Netero doveva pronunciare una preghiera, dopo la quale la statua appariva alle spalle dell'avversario abbracciandolo dolcemente con le sue innumerevoli braccia (molte di più rispetto alla versione precedente) per poi colpirlo con un enorme raggio di energia scagliato dalla bocca. L'attacco prosciugava completamente il vecchio Hunter, tanto che dopo il suo utilizzo il suo corpo si riduceva in condizioni simili a quelle di una mummia.
Sempre durante lo scontro con Meruem si dimostra in grado di bloccare le emorragie causate dalla perdita di due arti chiudendo letteralmente la ferita grazie ai suoi muscoli.

### Successivi
- Pariston Hill è stato il tredicesimo presidente dell'associazione. È risultato il vincitore dell'elezione sconfiggendo Leorio al ballottaggio, ma ha preso solo due disposizioni da presidente:

1. Ha nominato Cheadle sua vicepresidente.
2. Ha abbandonato la carica di presidente.

- Cheadle Yorkshire è il quattordicesimo e attuale presidente dell'associazione.

## Jyuushin
I Jyuushin (十二支ん?, Jūnishin) sono un gruppo scelto di dodici Hunter selezionati personalmente dal presidente Netero; a ognuno è associato un animale dello zodiaco cinese. I membri di questo gruppo hanno l'abitudine di plasmare le loro abilità, carattere e aspetto fisico sulla base dell'animale che rappresentano; le uniche eccezioni sono il cinghiale e il topo. Alla loro prima apparizione rimangono stupiti del fatto che Netero non abbia chiesto il loro aiuto per affrontare le Formichimere.

### Botobai Gigante
Botobai Gigante (ボトバイ・ギガンテ?, Botobai Gigante) è un Triple Hunter ed è il più anziano del gruppo. È un uomo di mezza età ancora incredibilmente prestante fisicamente; il suo animale è il drago. Porta un paio di baffi molto appariscenti e ha raccolto i capelli in due ciocche che si alzano ai lati della testa. Questo, insieme con il collare del mantello (che ha dei finimenti simili a fiamme), lo fa assomigliare al drago che rappresenta. Botobai è descritto come il Jyuushin che "per nome e abilità è il più vicino a essere nominato presidente", nonostante poi non venga eletto. Botobai è un pubblico ministero militare, un analista e un Hunter anti terrorismo. È doppiato Da Issei Futamata.

### Cheadle Yorkshire
Cheadle Yorkshire (チードル・ヨークシャー?, Chīdoru Yōkushā) è una giovane donna che ha già raggiunto lo status di Triple Hunter. Il suo animale è il cane ed è il quattordicesimo presidente dell'Associazione Hunter. Ha un musetto che ricorda quello di un cane, con il naso all'insù, e porta un vistoso paio di occhiali e un abito piuttosto conservativo. È una persona calma, intelligente e riflessiva. Durante la saga dell'elezione del Presidente dell'Associazione Hunter instaura uno scontro con Pariston per la successione, anche se il suo intento principale sembra essere impedire che quest'ultimo lo diventi. Fallisce dopo l'entrata di Gon, successiva alla sua guarigione, nella sala dove Leorio e Pariston stanno tenendo un discorso, perché Gon - a domanda precisa del vice presidente - risponde che avrebbe votato per lui in quanto Leorio non può fare il presidente visto che vuole diventare un dottore. Questa mossa decreta la vittoria di Pariston, che tuttavia si dimette subito dopo lasciando il posto proprio a Cheadle. È doppiata da Ikue Ootani.
Il suo nome è ispirato a uno dei cani di Paris Hilton che anagrammato forma il nome di Pariston Hill il quale, ironicamente, è suo nemico.

### Cluck
Cluck (クルック?, Kurukku) è una giovane Hunter. Il suo animale è il gallo. Veste in abiti succinti che ha decorato con penne e piume per assomigliare al suo animale. I suoi capelli sono raccolti da una folta corona di penne. Ha un carattere focoso e sembra essere perennemente irritata da qualunque cosa. Ha il potere di controllare un numero imprecisato di uccelli e di fare loro eseguire i suoi ordini. Cluck è una musicista, una ballerina e un Hunter biologo. È doppiata da Megumi Han.

### Geru
Geru (ゲル?, Geru) è una donna molto esile e slanciata con lunghi capelli neri. Il suo animale è il serpente. Ha la particolarità di essere senza naso, caratteristica che la fa assomigliare al suo animale (nell'anime invece non ha questa peculiarità). Indossa un abito nero con una profonda spaccatura che le risalta il seno prosperoso. Appare generalmente calma e pacata, perdendo la pazienza solo con Pariston. In quell'occasione non esita ad attaccarlo con un'abilità che le permette di mutare le braccia in serpenti. È una farmacista, un medico legale e un Hunter dei veleni. È doppiata da Yuki Shirato.

### Ginta
Ginta (ギンタ?, Ginta) è un uomo enorme, grosso e grasso. Il suo animale è la pecora. Ha una folta capigliatura afro, labbra carnose e la barba che gli circonda la bocca. La somiglianza con il suo animale caratteristico è supportata da un paio di corna da ariete che gli spuntano ai lati della testa e dalla sua mantellina di pelo di pecora. Sembra essere un tipo che si fa prendere facilmente dalle emozioni. È l'unico dei Jyuushin a piangere nell'apprendere la notizia della morte di Netero e subito dopo scoppia di rabbia minacciando Pariston di morte quando quest'ultimo si propone come presidente unico. Durante le elezioni il suo livello di forza viene valutato da Hisoka in 90. Ginta, nel vedere Hisoka, intuisce subito che sta sondando il terreno alla ricerca di qualcuno di forte da affrontare. È un ranger e un Hunter di frodo. È doppiato da Takuma Suzuki.

### Jin Freecss
Jin Freecss (ジン フリークス?, Jin Furīkusu) è un personaggio alquanto misterioso. Di lui si sa solo che è un abilissimo hunter, oltre che il padre di Gon; quest'ultimo cercherà di conoscerlo di persona sin dal primo episodio, rendendolo di fatto il vero motore degli eventi della serie. Di lui Kaito, l'unico suo allievo di cui si ha conoscenza, ci rivela che è un Double Hunter ma che non ha nulla da invidiare a un Triple Hunter, mentre Netero rivela a Biscuit che Jin è uno dei cinque migliori utilizzatori di Nen nel mondo. La sua enorme fama lo ritrae come un Hunter dalle doti ineguagliabili.
Jin è uno dei dieci creatori del videogioco Greed Island e prima di partire lascerà a sua cugina Mito un cofanetto destinato a Gon contenente una memory card del gioco, un anello inerente a esso e un nastro contenente un messaggio da parte sua nonché la voce della madre di Gon: Jin, nel nastro, chiede a Gon di non venire a cercarlo sostenendo di averlo abbandonato per seguire i suoi obiettivi di Hunter e di non sentirsi degno di essere un padre per lui; Gon, tuttavia, non rinuncerà e continuerà la sua ricerca.
Viene rivelato in seguito che Jin fa parte dei Jyuushin: il suo animale è il cinghiale ed è l'unico del gruppo, insieme con Pariston Hill, che non ha modificato il suo aspetto e la sua personalità per assomigliare al suo animale. Durante l'elezione del nuovo presidente riceve un pugno da Leorio a causa del suo rifiuto di andare da Gon, ricoverato in gravissime condizioni in seguito alla battaglia contro le formichimere; decide poi di incontrare il figlio sull'Albero del Mondo. Una volta che il figlio lo raggiunge gli espone il motivo per il quale è diventato un Hunter, cioè andare nel Continente sconosciuto, e in seguito si unirà al gruppo di Beyond Netero. Nella prima serie anime e negli OAV è doppiato in giapponese da Hiroki Touchi e da Urara Takano nei flashback da bambino e in italiano da Alberto Bognanni nella serie del 1999 e da Lorenzo Scattorin negli OAV. Nella seconda serie la sua voce giapponese è di Rikiya Koyama, mentre quella italiana è di Marco Bassetti. 
Ancora non sono state rivelate né la sua categoria Nen né le sue vere capacità, tuttavia ha dimostrato di potere copiare le tecniche Nen degli altri a determinate condizioni: una di esse è, nel caso di attacchi fisici, che venga colpito almeno una volta dalla tecnica in questione. Questa abilità, tuttavia, non è dovuta ad alcun potere Nen, bensì al suo semplice talento naturale: dopo essere stato colpito da un attacco di Leorio, infatti, Jin è stato in grado di copiarlo e di usarlo con una potenza assai maggiore; inoltre, capendo come Leorio avesse ideato quella tecnica, Jin ne ha inventata sul momento una in grado, espandendo l'aura sotto forma di ultrasuoni all'interno di una determinata area (per esempio il terreno o l'acqua), di determinare la presenza di altri esseri viventi nella zona in questione. Come afferma lui stesso questa tecnica è più difficile da individuare rispetto all'utilizzo dell'En (il che presuppone che sia in grado di usare anch'esso).

### Kanzai
Kanzai (カンザイ?, Kanzai) è un membro dei Jyuushin dal carattere mutevole e dal temperamento particolarmente focoso. Il suo animale è la tigre. Viene spesso visto litigare con qualcuno. Il suo aspetto ricorda quello della tigre per via dei suoi capelli sparati, delle strisce nere che gli attraversano il viso e dei denti aguzzi. Inoltre dimostra una grande ignoranza, poiché non sembra sapere niente nemmeno delle persone più famose e viene spesso rimproverato o preso in giro per questo. Il suo livello di forza viene valutato da Hisoka in 86 durante le elezioni. Kanzai è una guardia del corpo e un cacciatore di tesori. È doppiato da Ryouta Oosaka.

### Mizaistom Nana
Mizaistom Nana (ミザイストム・ナナ?, Mizaisutomu Nana) è un double hunter occupato soprattutto come Crime Hunter. Il suo animale è il bue. Ha la barba e per assomigliare al suo animale ha riprodotto delle macchie nere sul vestito, sul cappello e addirittura una macchia attorno all'occhio sinistro. Dal suo cappello spuntano delle piccole corna. Insieme con Cheadle durante la saga delle elezioni tenta di evitare che Pariston diventi presidente, fallendo. Successivamente lo si rivede alla ricerca di Kurapika, intenzionato a chiedergli di entrare a fare parte dello Zodiaco, convincendo quest'ultimo rivelandogli che il possessore dei restanti occhi del clan Kuruta sarà sulla nave per il Continente Oscuro. Mizaistom è un osservatore attento e silenzioso del mondo che lo circonda e per questo motivo molto riflessivo nell'agire. Inoltre è un avvocato, direttore di una compagnia di sicurezza privata e un hunter investigatore. È doppiato da Akio Ootsuka.
Il suo potere nen, chiamato Cross Game (クロスゲーム?) gli permette di materializzare tre carte: blu ingresso aula, giallo moderazione e rosso espulsione dall'aula. Al momento si conosce il potere della carta gialla. Se Mizaistom esprime un avvertimento e il bersaglio lo ignora Mizaistom gira la carta e il bersaglio viene completamente bloccato, pur mantenendo la capacità di parlare. L'effetto dura poco, ma può essere ripetuto diverse volte. Può anche bloccare più persone contemporaneamente.

### Pariston Hill
Pariston Hill (ﾊﾟﾘｽﾄﾝ ﾋﾙ?, Parisuton Hiru) è un triple hunter, ex vicepresidente dell'associazione sotto Netero e 13º presidente eletto. È un uomo giovane dall'aspetto impeccabile, sempre vestito con un elegante abito a righe. Biondo, con gli occhi marroni e con un sorriso ammiccante sul volto, riesce a conquistare tutti con il suo fascino e il suo carisma. È l'unico membro dei Jyuushin insieme con Ging Freecss a non avere cambiato aspetto per assomigliare all'animale che rappresenta: il topo. È doppiato da Hiroki Takahashi e in italiano da Alessandro Vanni.
A detta di Ging il carattere di Pariston assomiglia a quello di Netero e dello stesso Ging. Pariston, infatti, ama divertirsi e giocare con le situazioni e le persone. Nel momento in cui non trova più interesse per qualcosa, o si annoia, lascia perdere all'istante. Questo suo carattere ha contribuito, insieme con i suoi metodi poco ortodossi, a procurargli un forte disprezzo da parte di tutto il gruppo dei Jyuushin. Benché sembra essere questo che cerca: trovare propria soddisfazione nel essere disprezzato. Egli riesce subdolamente a conquistare voti e divertendosi nel creare scompiglio riesce a vincere le elezioni e, tra lo stupore generale rassegna le dimissioni subito dopo, lasciando la carica a Cheadle scomparendo dalla circolazione. Lo si rivede come membro del gruppo di Beyond Netero. Gin decide infine di stargli vicino, sostenendo di potere abbattere il suo contorto comportamento e di farlo cambiare. Pariston per la prima volta ammette di provare rabbia e quasi odio verso qualcuno e che intende sbarazzarsi di Jin, non tollerando il suo modo di stargli appicicato.
Il suo nome è il chiaro anagramma di Paris Hilton.

### Pyon
Pyon (ピヨン?, Piyon) è una giovane donna, che, per assomigliare al suo animale, indossa orecchie da coniglio, una minigonna e un pon-pon che le funge da coda. In base al suo aspetto sembra essere la più giovane del gruppo dei Jyuushin. Piyon ha un carattere molto rilassato e tranquillo. Durante le riunioni dei Jyuushin è sempre ritratta mentre gioca con il cellulare o il portatile. L'unica volta che sembra arrabbiarsi è quando Pariston chiede di diventare presidente senza elezioni. Piyon è una interprete specialista e una hunter esperta in documenti antichi. È doppiata da Tomoka Kiriyama.

### Saccho Kobayakawa
Saccho Kobayakawa (サッチョウ コバヤカワ?, Satchou Kobayakawa) è un double hunter e un membro dei Jyuushin. Il suo animale è il cavallo. Il suo viso ricorda molto di quello di un cavallo: con un volto molto allungato, grandi narici e grossi denti sporgenti. I suoi lunghi capelli neri sono raccolti in una coda di cavallo. Saccho sembra avere una personalità molto calma, ma al tempo stesso sembra molto intransigente per quanto riguarda le regole. È un detective e un "tuttofare", sostiene l'associazione dietro le quinte. È doppiato da Takuma Suzuki.

### Saiyu
Saiyu (サイユウ?, Saiyū) è un uomo con capelli molto corti, che ha tagliato in modo tale da formare le sagome di due cuori: uno in fronte e uno in alto sulla testa. Ha una bocca incredibilmente larga e indossa una fascia che gli cinge tutto il capo. Il suo animale è la scimmia. Saiyu è una persona molto diretta, carattere che si riflette nel suo modo di parlare, schietto. Verrà individuato da Kurapika come il traditore all'interno dello Zodiaco a contatto con il gruppo di Pariston e Beyond. È un esperto di arti marziali e un cacciatore di taglie.
La sua abilità utilizza 3 scimmie di nen: Mizaru (la scimmia che non vede), Kikazaru (la scimmia che non sente) e Iwazaru (la scimmia che non parla). Tramite queste è in grado di rubare la vista, l'udito o la parola al suo avversario. Il nemico, così disorientato, viene, poi, colpito con destrezza con il bastone. Sembra che quelli dell'irrobustimento siano meno affetti dalla tecnica. È doppiato da Velo Takeda.

## Affiliati

### Baise
Baise (ヴェーゼ?, Veize) fa parte degli hunter assoldati dal Clan Nostrad per proteggere Neon durante l'asta di York Shin City. Con il suo attacco Amore istantaneo schiavizza il malcapitato che per l'appunto si innamora ciecamente di Versè, che può ordinargli qualsiasi richiesta. Questo attacco lo vediamo usare su Squala, una guardia del corpo di Neon, allo scopo di rivelare quali ostacoli avesse preparato per gli aspiranti alla domanda di lavoro dei Nostrado (nel manga, per rendere ancora più umiliante questa scena Versè riprende con la telecamera la confessione di Squala). Viene uccisa da Shizuku durante la prima seduta dell'asta sotterranea. Sembra attratta da Kurapika, infatti nella sua prima apparizione nell'anime gli si avvicinò e gli chiese se poteva baciarlo.
In Giapponese è doppiata da Shiori Ohta nella prima serie televisiva, in italiano è doppiata da Claudia Balboni.

### Basho
Basho (バショウ?, Bashō) è uno degli hunter arruolati dalla Clan Nostrad per proteggere la figlia Neon a York Shin City, durante l'asta cittadina. Il suo potere nen consiste nel fare divenire realtà tutto ciò che scrive nelle sue composizioni Haiku. Durante la prova di assunzione per venire assunto come guardia del corpo della famiglia mafiosa, con tali poteri riesce a smascherare Sukuwara, infiltratosi fra i candidati, il quale aveva il compito di verificare le abilità dei suddetti. La qualità delle sue composizioni sembra influire sull'effettiva efficacia della sua tecnica combattiva. Rimarrà alle dipendenze dei Nostrado anche alla fine delle vicende a York Shin City. Basho è un uomo semplice, sa valutare bene quando può o non può vincere uno scontro, è molto sicuro di sé e sin dall'inizio riconosce le capacità di Kurapika, del quale si fida molto. Quando Senritsu accenna a Basho che Kurapika si è dato un obiettivo per il quale è pronto a sacrificare la sua stessa vita, lui afferma di trovare un tipo di vita simile molto stancante e che pensa che la vera tristezza sia non godersi la vita invece di sacrificarla, tuttavia rispetta le decisioni altrui quindi non fa alcuna critica nei confronti del giovane Kuruta. Ricompare in seguito durante l'elezione per il nuovo presidente dell'Associazione Hunter e in seguito su richiesta di Kurapika si unisce alla spedizione nel Continente Oscuro come guardia del corpo del principe Luzurus.
In Giapponese è doppiato da Hidenobu Kuichi,doppiato in italiano da Roberto Stocchi nella prima serie TV,da Matteo Zanotti negli OAV.

### Binolt
Assassino Hunter che compare nella saga di Greed Island. Individuo sadico che ama tagliare con le forbici le sue vittime. In alcuni flash back viene rilevato che Binolt era un bambino povero che mendicava per le strade. Picchiato malamente da una coppia di persone ricche che credevano gli avesse rubato il portafoglio, quando invece lui voleva solo restituirglielo, Binolt si convince che il mondo è governato dalla legge del più forte. Trovando delle forbici lì vicino è probabile che abbia attaccato e ucciso la coppia diventando l'assassino che è ora. Benché lui volesse essere solo una persona normale e accetta dagli altri. Non è ben chiaro quale sia il suo potere Nen se non che una delle sue tecniche, consiste nel mangiare i capelli dell'avversario e scoprire tutti i suoi segreti. Pedina di nascosto Gon e Killua all'inizio per poterli dilaniare con le sue forbici. Biscuit avendo percepito la sua presenza lo attira in una trappola. Binolt riuscendo a tagliare una ciocca dei suoi capelli scopre con i suoi poteri di trovarsi di fronte a un avversario ben più forte di lui. Non avendo possibilità di vincere affronta in uno scontro leale Biscuit, il quale riconosce che anche in Binolt ha un senso dell'onore e di orgoglio. Viene infine sconfitto con facilità da Biscuit che lo ferisce gravemente con un solo colpo. Decide tuttavia di usare Binolt per allenare Gon e Killua nel uso del Nen, offrendo a Binolt la libertà se li avesse sconfitti. Per quanto Binolt tenti di recuperare le forze Gon e Killua non gli danno tregua, accorgendosi che essi stavano diventando sempre più forti a ogni giorno che passava. Benché più di una volta avessero l'occasione di sconfiggerlo, Gon e Killua scelgono di dare tregua durante la notte, affinché Binolt ripresosi dallo scontro potesse ricominciare a combattere il giorno seguente. Arrivati all'ottavo giorno Gon e Killua riescono infine a prevalere su Binolt. Ormai sconfitto, Binolt chiede che gli venga dato il colpo di grazia, ma Gon si rifiuta poiché grazie a lui sono diventati più forte venendo infine lasciato libero da Biscuit. Binolt, ricordando il suo io bambino buono e innocente, butta via le sue forbici abbandonando la sua carriera di assassino decidendo di costituirsi per fare ammenda. Ricompare in seguito all'associazione hunter insieme agli altri partecipanti per eleggere il nuovo presidente. Binolt è stato probabilmente rilasciato per avere scontato le proprie colpe. Ammirato per lo spirito di Leorio, Binolt molto probabilmente cede il suo voto a lui come nuovo presidente.
In Giapponese è doppiato da Kouki Harasawa, e in italiano da Lorenzo Scattorin.

### Biscuit Krueger
Biscuit Krueger (ビスケット＝クルーガー?, Bisuketto Kurūgā) è una Hunter che fa la sua prima apparizione durante la saga di Greed Island. Appare come un'esile e dolce ragazzina di dodici anni ma, nella sua vera forma, risulta essere alta oltre due metri e con una muscolatura fuori dal comune, tanto che Killua la chiamerà il gorilla. Lei stessa ammette di non apprezzare il suo vero aspetto, definendosi troppo grossa e muscolosa e con poca femminilità, pertanto preferisce nascondere la sua vera natura sotto altre sembianze. Nella sua forma originale, oltre ad una corporatura gigantesca, Biscuit ha una potenza abissale e incontrollabile, che potrebbe facilmente uccidere avversari senza il minimo sforzo e innavertitamente. Biscuit si sforza di essere una ragazza dolce e femminile e preferisce farsi chiamare Biskuì. È stata la maestra di Wing, che ora addestra Zushi e che ha avviato Gon e Killua nell'arte del Nen. La sua vera età è di cinquantasette anni, tuttavia come tutti gli utilizzatori di Nen è capace di mantenersi giovane più a lungo.
Biscuit aiuterà Gon e Killua nel loro allenamento mentre si trovano a Greed Island e alla fine concluderà con loro il gioco. Nel vedere la capacità di manipolare l'elettricità di Killua comprende che egli ha avuto una vita orribile e ne rimane rattristata. Il suo obiettivo è quello di impadronirsi di una gemma che si trova solo all'interno del gioco, detta Pianeta Blu. Dopo gli eventi di Greed Island ritornerà per aiutare Gon e Killua nella loro battaglia contro le formichimere. Durante l'elezione del nuovo presidente degli Hunter Biscuit appare tra i candidati e in seguito si reca al capezzale di Gon. In seguito, su richiesta di Kurapika, si unisce alla spedizione nel Continente Oscuro come guardia del corpo del principe Marayam.
Senza rendersene conto, Biscuit diventa oggetto di attenzione del capitano delle guardie: Wilgae che vedendo la sua perfetta muscolatura si innamorerà perdutamente di lei definendola una donna bellissima chiedendole di prenderlo come apprendista del Nen, anche per starle il più vicino e conoscerla meglio.
Grazie alla sua stazza Biscuit possiede una forza sovraumana. Per quanto riguarda le abilità nen di Biscuit si conosce veramente poco, tranne che il suo gruppo Nen è la Trasformazione. Con la tecnica Estetista Magica usa il suo Nen per creare una massaggiatrice chiamata Cookie, che può fare sì che con un massaggio le persone riposino per mezz'ora come se avessero dormito per otto ore.
È doppiata in giapponese nella serie Greed Island da Chieko Higuchi, nella serie Greed Island Finale da Akiko Kimura (in forma bambina) e da Takashi Hagino (in forma adulta), mentre nelle produzioni Madhouse è doppiata da Chisa Yokoyama. La sua voce italiana è invece Alessandra Karpoff nella serie del 1999 e Alessandra Bellini nella serie del 2011.

### Buhara
Buhara (ブハラ?, Buhara) fa la sua apparizione nell'opera come secondo esaminatore (assieme a Menchi) nella seconda prova d'esame. Il carattere di Buhara è buono e permissivo e questo provocherà grandi dissidi tra lui e Menchi, a causa della decisione di quest'ultima di bocciare tutti i partecipanti.
Buhara, come la sua compagna, è un Hunter Buongustaio ed è dotato di un appetito enorme.
In giapponese è doppiato da [[Kenji Takahashi
(doppiatore)|Kenji Takahashi]],mentre in italiano da Roberto Draghetti nella serie del 1999 e Matteo Liofredi nella serie del 2011.

### Bushidora Ambitious
Bushidora Ambitious (Bushidora Anbishasu?) è uno dei volti dietro la fazione anti-Netero ed è un candidato per la 13ª Elezione del Presidente dell'associazione Hunter. Come Blacklist Hunter, passa le sue giornate a confrontarsi con il peggio dell'umanità e, come Teradein, si è stancato delle morti causate dagli esami. È noto tra i cacciatori per la sua forza in combattimento ed è il muscolo dietro la fazione anti-Netero. Sfida Hisoka, che lo uccide rapidamente.

### Hanzo
Hanzo (ハンゾー?, Hanzō) partecipa all'esame per hunter nello stesso anno di Gon. Hanzo è un ninja molto veloce e ben addestrato fin dalla nascita alle tecniche di combattimento orientali. Fin dalla prima prova, Hanzo dimostra una resistenza superiore agli altri concorrenti quando, dopo la corsa estenuante alla quale Satotsu li ha sottoposti, chiacchiera tranquillamente con gli altri, stanchi e provati. Durante la seconda prova, Hanzo è l'unico partecipante a conoscere cosa sia il sushi che l'esaminatrice Menchi ha chiesto di preparare. Tuttavia, dopo che il suo piatto viene rifiutato, senza volerlo egli rivela a tutti i partecipanti in cosa consiste, di fatto annullando la difficoltà della prova. Durante la terza prova, a Hanzo tocca la Via dell'Enigma, che risolverà in brevissimo tempo. Invece, durante la prova bonus - nell'anime - Hanzo prenderà il comando della squadra per fuggire dall'isola.
Durante l'ultima prova dell'esame, Hanzo è costretto a combattere contro Gon. Grazie alla sua forza e velocità, Hanzo riesce in breve tempo ad avere la meglio sul giovane, che però rifiuta di arrendersi anche di fronte a minacce di morte. Per questo motivo Hanzo decide di ritirarsi dal duello e di lasciare che Gon diventi un hunter prima di lui. Riuscirà a diventare un hunter poco dopo, nel suo secondo combattimento.
Durante la saga dell'Arena Celeste, Gon e Killua apprendono dal maestro Wing che Hanzo è riuscito a sua volta a completare l'apprendimento del nen. Lo si rivede in seguito durante la votazione per il presidente degli Hunter, al capezzale di Gon, in fin di vita dopo lo scontro con le formichimere. In seguito su richiesta di Kurapika si unisce alla spedizione nel Continente Oscuro come guardia del corpo della principessa Momoze. Il suo talento è certamente considerevole, dal momento che ha completato l'addestramento in un tempo quasi paritario rispetto a Kurapika.
Per ora ha mostrato una tecnica nen chiamata Hanzo Skill #4 (ハンゾースキル4) - Arte della Divisione (分身の術):questa tecnica può essere usata solo quando il ninja si addormenta. Un clone Nen si separa dal corpo fisico e vaga a piacimento nei dintorni. All'occorrenza, il corpo, oltre a volare e attraversare le pareti, può concretizzarsi e compiere qualsiasi azione Hanzo voglia (compreso uccidere qualcuno a mani nude). Durante l'esecuzione, però, nessuno deve interpellare o toccare il corpo reale, altrimenti, la tecnica si interrompe. Stessa cosa accade se Hanzo rientra nel proprio corpo o si sveglia naturalmente. Il nome lascia supporre che Hanzo sia in possesso anche di altre tecniche.
In giapponese è doppiato da Yoshiyaki Matsumoto nella prima serie TV, in italiano da Corrado Conforti.

### Kaito
Kaito (カイト?, Kaito) è il primo hunter che Gon incontra nonché un allievo di suo padre Ging. Dopo avere salvato la vita a Gon dall'attacco di una volporsa nell'Isola Balena, Kaito gli rivela la verità circa suo padre per poi lasciargli la licenza di hunter di Ging.
Gon reincontrerà Kaito anni dopo mentre quest'ultimo è impegnato in una missione di catalogazione di specie rare nel paese di Kakin. In seguito i due, insieme con Killua, si recheranno sull'isola di NGL per investigare sulle formichimere e successivamente fermare la loro minaccia. Durante la missione Kaito verrà tuttavia ucciso dalla guardia reale Neferpitou e in seguito trasformato in marionetta dalla stessa per allenare le altre formichimere.
Successivamente si scopre che la chimera nata dalla regina insieme con Meruem dice di chiamarsi proprio Kaito, come se fosse una sorta di reincarnazione dell'hunter deceduto: Gon scoprirà infatti che Kaito è ancora vivo e che ha utilizzato una tecnica del suo potere Nen per salvarsi reincarnandosi nel corpo della giovane chimera.
L'abilità Nen di Kaito si chiama Crazy Slot ed evoca la creatura omonima, che consiste in una specie di pazza roulette simile a un pierrot con numeri che vanno da uno a nove. A ogni numero corrisponde un'arma diversa e finché non si usa sul serio l'arma sorteggiata non la si può cambiare con un'altra né svanisce. Il clown di Crazy Slot può parlare e commentare le azioni di Kaito, generalmente prendendolo in giro.
- Numero 1: Con il cavolo che muoio: questa abilità è stata solo nominata da Ging, che afferma che essa appare solo se Kaito lo desidera intensamente.
- Numero 2: Il Valzer della Morte Silente: questo numero fa apparire un'enorme falce abbastanza potente da fare fuori un'intera squadra di Formichimere. Kaito afferma che con essa ha ucciso anche degli alleati e la definisce "un giro sfortunato", mentre Gon e Killua la percepiscono come un'arma minacciosa.
- Numero 3: compare un bastone corto.
- Numero 4: fa apparire un fucile silenziato.

Kaito è stato doppiato in giapponese da Shigeru Nakahara nell'OAV pilota, da Yūji Kishi nella prima serie, da Shūichi Ikeda nella seconda serie e da Uki Satake come formichimera. In italiano è stato doppiato da Sandro Acerbo nella serie del 1999 e da Gianluca Cortesi nella serie del 2011.

### Loupe Highland
Lopue Highland (ルーペ゠ハイランド?, Rūpe Hairando) è un Lost Hunter, specializzato nella ricerca di oggetti smarriti o rubati. È il terzo in comando della fazione anti-Netero ed è un candidato per la 13ª Elezione del Presidente dell'Associazione Hunter. A differenza di Teradein e Bushidora, che vogliono aiutare onestamente l'associazione, intendeva usare il gruppo per spingersi alla vittoria. Alla fine non vince, ma poiché si trovava da qualche altra parte quando Hisoka e Illumi attaccarono la base operativa di Teradein, sopravvisse all'attacco.

### Menchi
Menchi (メンチ?, Menchi) è il giudice della seconda prova d'esame assieme a Buhara. Sebbene a un primo sguardo possa sembrare che la più importante caratteristica di Menchi sia l'irritabilità, lo svilupparsi della storia ne mostra anche il lato positivo: dotata di incredibile senso del gusto e di forma fisica smagliante, Menchi è uno dei maggiori Hunter Buongustai del tempo ed è in grado di riconoscere o creare qualsiasi tipo di cibo o sapore. Menchi ha ottenuto la sua licenza hunter quando era ancora molto giovane.
Durante la seconda prova Menchi sottopone gli esaminati a un test d'intuito e intelligenza, mascherato da prova di cucina. Il compito sta nel preparare del sushi particolare, che poi lei assaggerà. La prova non si svolge come previsto perché Hanzo, uno dei partecipanti, conosce cosa sia il famigerato cibo e riesce a prepararlo. Tuttavia Menchi è ben decisa a bocciare tutti i partecipanti, almeno fino all'arrivo del presidente Netero, che ne promuove una parte con una prova supplementare.
Nella prima serie TV in giapponese è doppiata da Akari Hibino, in italiano da Ilaria Stagni nella serie del 1999 e da Alessandra Berardi nella serie del 2011.

### Morel McCarnathy
Morel McCarnathy (モラウ=マッカーナーシ?, Morau Makkānāshi) è un hunter molto esperto che nel combattimento utilizza una pipa gigante e il fumo prodotto dalla stessa come armi. Ha un fisico piuttosto muscoloso e indossa un paio di occhiali scuri. Inizialmente appare come un uomo estremamente arrogante, ma in seguito si rivelerà essere di buon cuore, infatti pur combattendo contro le formichimere si opporrà a un loro sterminio incondizionato. È un allievo di Netero, ma a detta del maestro lo ha addirittura superato in termini di abilità di combattive, soprattutto a causa del rapido invecchiamento di Netero stesso.
Prima dell'assalto al palazzo del re delle formichimere è dubbioso sulla determinazione di Gon nel vendicare Kaito e decide di metterlo alla prova, chiedendogli di colpirlo con tutte le sue forze come se fosse il responsabile della morte del suo amico. Gon mostra in quel momento uno spirito omicida e un potere Nen mai mostrati prima, tanto da scioccare e terrorizzare Morel e tutti i presenti. Prima di colpirlo viene calmato da Killua, consapevole che quel colpo avrebbe ucciso Morel. Al termine della saga delle formichimere gli vengono assegnate le tre stelle di merito.
La sua abilità nen si chiama Deep Purple e gli consente di creare fantocci di fumo dotati di vita propria e autonomia (proporzionale alla quantità utilizzata, più fantocci vengono usati assieme, minore sarà la loro autonomia e intelligenza), compattare il fumo in una lunga corda, o creare una cortina di fumo per confondere o imprigionare il nemico.
È doppiato da Taiten Kusunoki in giapponese e da Roberto Fidecaro in italiano.

### Knuckle Bine
Knuckle Bine (ナックル＝バイン?, Nakkuru Bain) è il primo allievo di Morel in coppia con Shoot McMahon. Nonostante voglia apparire come un duro, lo stesso Gon, mentre stanno combattendo, si accorge che è una persona gentile e che lo sta aiutando a capire i suoi punti deboli al fine di migliorarsi. Si mostra inoltre contrario a uno sterminio incondizionato delle formichimere, volendone sentire prima le opinioni. Quando vede Morel compiere un atto di pietà verso la formichimera Colt, affermerà in lacrime di avere preso dal maestro.
Quando manda a segno un colpo, anche debole, Knuckle può attivare l'abilità Hakoware, che consiste nell'attaccare al nemico Potclean, una specie di pupazzo volante che ha il compito di registrare il debito, in punti aura, dell'avversario. Sferrando un colpo, Knuckle presta un po' della sua aura allo sfidante (rendendolo quindi più forte) e Potclean, ogni dieci secondi, aumenta questo prestito del 10%. Quando il debito nei confronti di Knuckle supera però il potenziale massimo dell'aura dell'avversario, quest'ultimo va in "bancarotta" e Potclean si trasforma in Tritaten, che perseguita il malcapitato per un mese, privandolo dell'utilizzo del Nen. L'unico modo per liberarsene è colpire Knuckle abbastanza volte da "restituire" l'aura persa, oppure costringerlo a sciogliere la tecnica. Quando viene colpito da un avversario a cui ha attaccato il Poteclan gli interessi si abbassano in base alla forza del colpo ma non si fa niente, purché il colpo non sia così forte da azzerare gli interessi.
Grazie a un'altra abilità Knuckle può moltiplicare il suo corpo al fine di confondere l'avversario e attaccargli Potclean, ma questi corpi si ricompattano al primo gemito di stupore del nemico, quindi non può essere usato due volte verso la stessa persona.
È doppiato da Wataru Takagi in giapponese e da Luca Graziani in italiano.

### Knov
Knov (ノヴ?, Novu) è un hunter esperto e di grande intelligenza. Porta gli occhiali ed è sempre vestito in modo distinto, in giacca e cravatta. È uno degli ideatori, insieme con Netero e Morel, del piano di attacco alle formichimere. È una persona seria e tranquilla, e sottovaluta inizialmente la pericolosità delle formichimere, ritenendo le affermazioni preoccupanti di Killua solo frutto della sua inesperienza e paura. Il suo compito è quello di infiltrarsi nel palazzo del re per piazzare dei portali a beneficio della squadra Hunter. In questa occasione, però, ha modo di osservare da vicino l'en di Shaiapouf, un'esperienza che lo spaventerà a tal punto da annientare la sua forza di volontà e a indurlo a lasciare la battaglia e da fargli imbiancare in un lampo tutti i capelli per poi perderli. Si stupisce che Gon e Killua, si sono scontrati più da vicino nel Nen delle guardie reali, domandandosi come essi continuino ad avanzare davanti a quella forza demoniaca. Facendosi coraggio, torna sul campo di battaglia per portare i feriti in ospedale.
La sua abilità Nen consiste nel creare un ambiente protetto in un'altra dimensione con possibilità di accesso e di uscita in qualunque punto piazzi un portale. La stanza può ospitare persone e oggetti.
È doppiato da Shin'ichirō Miki.

### Palm Siberia
Palm Siberia (パーム＝シベリア?, Pāmu Shiberia) è l'apprendista di Knov. Solitamente viene rappresentata come una ragazza tetra ed emotivamente instabile, con lunghi capelli spettinati davanti al volto e un problema cronico di carenza di affetto. Per questo motivo si attacca morbosamente a chiunque sia un po' gentile con lei, come il suo maestro o Gon.
In realtà quando si cura è una ragazza di bell'aspetto.
Durante la saga delle formichimere viene infiltrata nel palazzo del re sotto la copertura di segretaria personale del Direttore Bizeff. Il suo scopo è quello di vedere con i propri occhi Meruem e le guardie reali per potere usare il suo potere e conoscere in ogni momento la loro posizione. Viene tuttavia catturata da Neferpitou e Shaiapouf e trasformata in soldato agli ordini delle formichiere. Scontrandosi con Killua domanda dove fosse Gon e scoprendo che è giunto per aiutarla sapendo della sua situazione, Killua la implora di aiutare Gon perché travolto dall'ira pensa solo a vendicarsi di Neferpitou che ha ucciso Kaito. Palm riesce infine a liberarsi dal controllo di Shaiapouf: la guardia reale teneva una parte scissa del suo corpo all'interno della testa della donna, in modo da controllarla. Palm ringrazia Kilua per averla aiutata a liberarsi, tornando dalla parte degli hunter.
Palm ha l'abilità di risalire alla posizione di chiunque abbia visto con i propri occhi, tramite l'uso di una specie di feticcio alimentato dal suo sangue, facendo presupporre che è della categoria Nen della specializzazione, nonostante al bar con Gon e Killua, rilasciando il suo Hatsu su un bicchiere di tè in un momento di ira, lo fa straripare, tipico effetto dell'irrobustimento, come detto anche da Gon.
Quando viene trasformata in formichimera può usare la tecnica Vedova nera. I suoi capelli si espandono fino a coprire il corpo intero, con dettagli artistici quali tacchi, abito e cappello. La coltre di capelli funge da vera e propria armatura e le permette di aumentare la sua difesa. Ponendo tutta la sua concentrazione sulla forza dell'armatura, riesce invece a concentrare tutta la resistenza dell'esoscheletro in una potenza di attacco spaventosa. La trasformazione in formichimera sembra averle guarito la sua instabilità mentale, mostrandosi molto più calma e tranquilla. Conclusasi la saga delle formiche si rivede al capezzale di Gon ridottosi in fin di vita nel combattimento contro Pitou a pattugliando la zona da pericoli esterni
È doppiata da Kikuko Inoue in giapponese e da Deborah Ciccorelli in italiano.

### Pokkle
Pokkle (ポックル?, Pokkuru) partecipa all'esame hunter lo stesso anno di Gon vincendo nell'ultimo incontro contro Killua per la resa di quest'ultimo. Dopo avere ricevuto la licenza diventa un UMA Hunter, ossia un cacciatore di animali di cui non si conosceva l'esistenza e specie che si crededevano estinte. Questo lo porta, nella seconda parte del manga, a esplorare l'isola delle formichimere insieme con una squadra di ricercatori. In questa occasione mostra le sue abilità nen, con le quali è in grado di lanciare frecce nen che in base al diverso colore hanno diverse caratteristiche. Catturato dalle formichimere, viene interrogato da Neferpito per ottenere informazione sulla natura del nen. Viene poi ucciso e maciullato dai mostri addetti alla preparazione del cibo della regina.
Nella prima serie TV in giapponese è doppiato da Yukiko Yamaki, in italiano da Alessandro Vanni(serie del 1999).

### Lippo
Rippo (リッポー?, Rippō) è un bizzarro Blacklist Hunter molto basso di statura, porta sempre un paio di occhiali rossi enormi per celare gli occhi a mezzaluna. È lui che organizza la prova della Torre di Lotta per gli esaminandi, e in seguito (solo nell'anime) la prova speciale sulla portaerei. È molto rispettato e sembra sia il migliore nel suo campo. Il temibile Johnes "lo Smembratore" è stato uno dei suoi primi arresti.
È doppiato da Yoshihiko Akaida nella prima serie TV in giapponese, in italiano da Claudio Capone.

### Satotsu
Satotsu (サトツ?, Satotsu) è uno strano personaggio senza bocca che guiderà il gruppo di aspiranti hunter tra cui Gon nella prima prova dell'esame per diventare hunter.
Egli è l'esaminatore della prima prova d'esame e ha il compito di testare la resistenza fisica dei partecipanti. Questa prova risulta essere la più difficile, in quanto il 90% dei candidati viene bocciato.
Satotsu appartiene al gruppo degli Hunter Archeologi ed è stato ispirato nel suo lavoro dal padre di Gon, Gin, il cui operato come hunter in quel campo gli fu di esempio come lo è tuttora e infatti lo considera un modello da seguire. Un suo forte desiderio è infatti poterlo incontrare per ringraziarlo di avere ispirato il suo nuovo stile di vita come hunter. È doppiato da Oreste Lionello nella serie del 1998 e da Sergio Lucchetti nella serie del 2011.

### Shoot McMahon
Shoot McMahon (シュート＝マクマホン?, Shūto Makumahon) è il partner di Knuckle Bine e il secondo allievo di Morel. Ha una personalità molto particolare, timida e non è in grado di cogliere le occasioni per attaccare il suo nemico. Inoltre è privo del braccio sinistro. Aiuta Killua ad allenarsi in vista dello scontro con le formichimere.
L'abilità di Shoot consiste in una gabbia fluttuante e da tre mani staccate dal corpo, chiamata Hotel Rafflesia. Shoot, dopo avergli inflitto una determinata quantità di danni, può imprigionare il corpo intero del nemico, o sue parti, all'interno della gabbia.
È doppiato da Yūji Ueda e in italiano da Stefano Santerini.

### Senritsu
Senritsu (センリツ?, Senritsu) è una hunter diplomata e fa la sua prima comparsa durante la Saga di York Shin City, quando incontra Kurapika su un treno mentre quest'ultimo è diretto all'incontro di lavoro che lo porterà a lavorare per i Nostrad. Melody è bassa, priva di qualsiasi fascino fisico, in contrasto con la sua anima pura. Ma il suo aspetto non è sempre stato così: un tempo Melody era una persona normale, ma venne trasformata quando lei e un suo amico ascoltarono per caso la famigerata Sonata Oscura, che una leggenda vuole scritta dal Diavolo in persona. La Sonata, composta in quattro parti (per pianoforte, viola, flauto e arpa), dovrebbe portare incredibili guai e sofferenze a colui che l'ascoltasse.
Una notte, quando Melody e il suo amico erano ubriachi, il ragazzo suonò la Sonata per caso. Il suo potere fu talmente sconvolgente che, anche sentendone solo le prime battute della parte per flauto, causò a Senritsu gravi danni fisici alle braccia, oltre a sfigurarla completamente. Melody alzando una manica, mostra a Kurapika il suo braccio totalmente sfigurato e scarnificato facendo presumere che tutto il suo corpo è ridotto così. Il suo amico, invece, non fu così fortunato e perì dopo avere sentito il resto della Sonata.
La tragedia, però, aumentò in maniera rilevante i poteri nen di Melody, dandole un udito finissimo in grado di percepire suoni e rumori anche a grandi distanze, arrivando perfino ad ascoltare il suono del battito cardiaco di una persona e capire da esso numerose informazioni, per esempio se questa è agitata, se mente, ecc. Inoltre Melody ottenne la capacità di espandere la propria aura attraverso il suono di un flauto. L'abbiamo vista per esempio usarlo per calmare i suoi amici.
In ogni caso lo scopo per la quale Melody vive è quello di trovare e distruggere completamente lo spartito della Sonata, potendo così ritornare alla sua forma originaria e impedire che ad altri malcapitati accada la sua stessa sorte. È possibile che abbia già distrutto una parte del partito, poiché lo suonò col suo amico a suo tempo. Melody è una Music Hunter ed è forse il membro più sensibile della Guardia Personale di Neon Nostrad. È inoltre sempre pronta ad ascoltare le confessioni degli altri e ha la capacità di fare aprire completamente le persone in sua presenza. Difatti, come annota Leorio, Senritsu è una delle pochissime persone alle quali Kurapika si sia aperto completamente. La si rivede in seguito durante la votazione per il presidente degli Hunter, al capezzale di Gon, in fin di vita dopo lo scontro con le formichimere. In seguito su richiesta di Kurapika si unisce alla spedizione nel Continente Oscuro come guardia del corpo della principessa Kachou. Cesar un altro suo collega dalla mante fredda e logica dichiara apertamente il suo amore a Melody colpito dalla purezza del suo cuore. Melody stenta a credere alle sue parole, poiché il battito del suo cuore è preciso come quello di un orologio atomico, mandandola in confusione, non comprendendo se sia vero, oppure una recita.
Melody appartiene alla classe nen dell'Emissione. Ha il potere di alleviare la fatica degli altri semplicemente facendo aleggiare la propria aura su uno strumento musicale. Possiede un udito straordinario, grazie al quale riesce a comprendere lo stato emotivo della gente ascoltandone il ritmo del battito cardiaco, con il suo senso sviluppato riesce a distinguere e a isolare i suoni di una vasta area anche molto affollata.
È doppiata in giapponese da Tarako Isono nella prima serie e negli OAV e da Mīna Tominaga nella seconda serie, mentre in italiano da Antonella Baldini nella prima serie, da Dania Cericola negli OAV e da Chiara Oliviero nella seconda serie.

### Teradein Neutral
Teradein Neutral (テラデイン゠ニュートラル?, Teradein Nyūtoraru) è un Head Hunter, che dirige il dipartimento delle risorse umane dell'associazione Hunter, uno dei candidati per la 13ª Elezione del Presidente e il leader della fazione anti-Netero insieme a Bushidora e Loupe. Crede che la struttura dell'associazione, in particolare i suoi esami, porti a morti inutili e vuole diventare il nuovo presidente per porvi fine. Si ritrova sulla strada di Hisoka e incontra prontamente la sua fine. È doppiato da Takashi Matsuyama e in italiano da Teo Bellia.

### Tsezguerra
Tsezugera (ツェズゲラ?, Tsezugera) è un hunter professionista assunto da Battera per completare Greed Island. Quando appare per la prima volta, ha già completato l'80% del gioco. Possiede un paio di bizzarre sopracciglia nere e occhi glaciali. È lui a testare le capacità di Gon e Killua, fra molti altri, e permettere loro di accedere al gioco. Rimane stupito durante il test nel vedere la capacità che possiedono Gon e Killua in soli quattro giorni, soprattutto quest'ultimo che gli mostra con il suo Nen di materializzare scariche elettriche. Sostenendo che fare tale cosa è possibile ma richiederebbe anni di allenamento.
È esperto nello spostare rapidamente il nen da attacco a difesa in un microsecondo, ed è proprio questa abilità che lo ha salvato dagli attacchi di Razor, anche se è stato ferito gravemente. Considerandosi uno dei giocatori migliori e più esperti di Greed Island in circolazione, ha pensato che nessuno possa essere alla sua altezza, lasciandosi andare e venendo meno anche agli allenamenti più basilari. Per questo motivo non è in grado di reagire al pressante inseguimento messo in atto da Genthru e, messo alle strette, preferisce abbandonare il gioco pur di salvarsi la vita.
Vedendo come Gon e Killua lo abbiano superato in abilità e utilizzo Nen, in così poco tempo, comprende di essersi indebolito accettando incarichi troppo semplici. Determinato a rafforzarsi, si promette di incominciare a fare estenuanti allenamenti e missioni molto difficili per rafforzarsi.
È doppiato in giapponese da Ryuuji Mizuki negli OAV e da Kiyoyuki Yanada nella seconda serie, mentre in italiano da Marco Balzarotti negli OAV e Gabriele Sabatini nella seconda serie.

### Wing
Wing (ウイング?, Uingu) è un insegnante di nen appartenente alla scuola Sorgente dello Spirito di cui il presidente Netero è considerato il sommo maestro. L'allievo principale di Wing nel corso della storia è Zushi. Dopo avere incontrato Gon e Killua nell'Arena Celeste egli rifiuta di allenarli, e fornisce loro delle informazioni fuorvianti intorno l'uso del nen, ma cambia idea quando i due raggiungono il duecentesimo piano dell'Arena Celeste, poiché comprende che potrebbero morire o essere feriti seriamente senza conoscere questa disciplina. Per i successivi mesi insegnerà a Gon e Killua le basi delle quattro discipline.
Wing rimane stupito nel vedere con quanta rapidità Gon e Killua abbiano imparato le prime basi del Nen senza che qualcuno glielo insegnasse. Arriva a conclusione che Gon e Killua sono due bambini dotati di grandi potenzialità per il futuro. Questa rivelazione emoziona Wing e allo stesso tempo lo terrorizza avendo il presentimento di avere risvegliato due mostri terrificanti dentro di loro.
Finiti gli esami confessa a Gon e Killua che essi stavano facendo un esame segreto di Hunter.
Il presidente Netero gli aveva infatti parlato di loro in passato e che se si fossero incontrati di allenarli all'utilizzo del Nen.
Zushi l'allievo di Wing è affranto nel vedere come Gon e Killua abbiano appreso così rapidamente le tecniche Nen rispetto a lui.
Wing cerca di rassicurarlo spiegando che anche lui ha un talento innato e che tipi come lui ne nascono uno su centomila, ma riguardo Gon e Killua ce ne sono uno su dieci milioni.
La sua insegnante è stata Biscuit Krueger. Lo si rivede in seguito durante la votazione per il presidente degli Hunter, al capezzale di Gon, in fin di vita dopo lo scontro con le formichimere.
È doppiato in giapponese da Masami Kikuchi nella prima serie e negli OAV e da Toshihiko Seki nella seconda serie, mentre in italiano da Emiliano Coltorti nella prima serie, da Patrizio Prata negli OAV e da Marco Barbato nella serie del 2011.